# 357 f.Kr.
| 357 f.Kr.          |
| ------------------ |
| Dødsfald - Fødsler |

## Dødsfald
| År | Spire Denne artikel om et år, årti, århundrede eller årtusinde er en spire som bør udbygges. Du er velkommen til at hjælpe Wikipedia ved at udvide den. |